# 勇者鬥惡龍III 接著邁向傳說
《勇者鬥惡龍III 接著邁向傳說》（中国大陆副标题又译作，官方副标题译为） 是由Chunsoft开发，艾尼克斯（现史克威尔艾尼克斯）发行的角色扮演游戏。游戏是勇者斗恶龙系列的第三作，最早于1988年在日本FC游戏机平台发售，随后又于1992年在北美以“Dragon Warrior III”為題发售。游戏后来在1996年和2000年重制到超级任天堂和Game Boy Color平台，之后又于2024年以《勇者鬥惡龍III HD-2D重制版》为名重制到PlayStation 5、Xbox Series X/S、Nintendo Switch以及Windows平台。
游戏是洛特三部曲的的最后一作，而在剧情时间线上则是首章。游戏讲述了勇者斗恶龙的勇者將世界从恶魔手里拯救出来的冒险故事。在游戏中玩家将与不同职业的人组建称一个团队，在世界各处旅行，访问各个城镇与地点，並到达大魔王巴拉摩斯的老巢。
和系列前作的战斗系统相似，《勇者斗恶龙III》的战斗模式依然为第一人称回合制。游戏在开放世界及非单线剧情方面做了强化，并引进创新了昼夜系统等现实世界要素以及角色职业转换系统。职业系统可以使玩家通过转换角色职业定制自己的队伍，并可保持职业转换前角色的能力与技能。《勇者斗恶龙III》的转职系统对后来的RPG，如最终幻想系列产生了影响，而后来的游戏《巫术VI》和《巫术VII》中也出现了相似的转职系统。

## 系统

图为达玛神殿神官在询问角色选择什么职业，右上方职业选项从上到下依次为战士、僧侣、魔法师、武斗家、商人和贤者。职业的概念也体现在之后的勇者斗恶龙作品中

《勇者斗恶龙III》以其在《勇者斗恶龙》和《勇者斗恶龙II》上做了巨大扩充而著称。游戏遵照了一般角色扮演游戏的惯例，如通过获取经验值升级，以及装备道具。如同系列其他作品，游戏的战斗采用了回合制。
《勇者斗恶龙III》使用了职业系统，每个角色都有一个确定的职业。除了勇者只能保持勇者职业外，其他角色的职业都可以在战士、武术家、僧侣、魔法师、商人、游玩者、贤者以及后来版本加入的盗贼中选择。职业的选择会影响角色的成长情况及可习得的技能。此外当角色达到20级时，就可以去游戏中盘到达的达玛神殿选择转换的职业。游戏开始时队伍内只有勇者一人，其他三人需要在当地酒馆募集。与其他多数勇者斗恶龙作品不同，队伍的组成不需要依赖剧情的发展。而在队伍四人满员之时，其他的队员会被保留在酒吧内，而这时仍可招募新队员。另一个创新就是竞技场，玩家可以下赌注押怪物战斗的结果。
重制版参照了游戏的续作，简化了一些操作的界面，如简化了门的开启，代替道具保管所的口袋功能，自动整理道具和口袋的命令，以及战斗外可以自动使用魔法恢复全体角色体力的“全体回复”命令。
虽然之前的勇者斗恶龙游戏也是非单一主线发展，但《勇者斗恶龙III》在系列早期中几乎是实质性的开放世界游戏，其允许玩家随意交换角色或令其离队。此外游戏“最大的创新是引入昼夜循环，某些物品、人物或任务只能在一天的特定时间才会出现或完成”。

### 职业
《勇者斗恶龙III》引入了职业系统。在游戏开始时，玩家控制着一个性格可选的勇者。在冒险开始后，玩家就可以通过阿里阿罕酒吧组建一支队伍。队伍可以由魔法师、僧侣、游玩者、武术家、战士、商人及盗贼（仅重制版）组成，而他们的性格亦可选择。除勇者不能转换职业外，当其他角色等级达到20级时都能在达玛转换一次职业。转换次数没有限制，但转换完成后各项能力值都会折半且等级重新降回1级，而法术与重制版中引入的性格特性都将保留。因而玩家可以定做一个掌握魔法师法术但防御力如同战士的角色。
在重制版中，当选择完职业后，玩家可以通过登录角色时给予的五个能力种子来改变其初始能力。同样在重制版中，每个角色都有一个性格特质，其将会影响角色的成长率。勇者的性格由游戏开始时梦境场景中玩家所做的测试决定，其他角色则有由登录角色结束时的能力值决定，许多性格为男女角色所共有，但另有一些则为男性或女性独有。角色性格可以通过装备道具临时改变，或通过使用消耗性书籍永久改变。

## 世界观

### 剧情
《勇者斗恶龙III》的设定发生在系列首作的多年之前。在本作中邪恶的魔王巴拉摩斯威胁并破坏着世界，而游戏的主角勇者是传说但新逝的欧鲁迪卡的儿子或女儿（玩家可以选择性别，同时游戏对话会产生少量变化）。在勇者16岁生日的那一天，阿里阿罕国王将他召进城堡，希望他能追随父亲的足迹，除掉危害世界的恶魔巴拉摩斯。之后勇者召集了三人一同去消灭巴拉摩斯。
勇者离开了家乡阿里阿罕踏上了世界的旅途，去完成他父亲击败巴拉摩斯的目标。而为了打开游戏世界中的不同的门，主角需要在游戏找到三种不同类型的钥匙。在将巴哈拉塔的两人从强盗卡丹达手中救出后，玩家拿着黑胡椒回到葡萄牙换得了出海的船。有了船后，勇者拿到了最终钥匙，并用6颗迷之宝珠复活了传说中的神鸟不死鸟。它带着勇者来到了被群山环绕的巴拉摩斯城堡。
在和巴拉摩斯的激战胜利后，一行回到了阿里阿罕，然而勇者的庆功宴被巴拉摩斯的头领佐玛打断，他展示了自己的的存在并打开了通向暗之世界的大洞。暗之世界实际上是前作中的阿雷夫加德大陆，在这里玩家要获得前作《勇者斗恶龙》中曾经收集的道具，如太阳之石和云雨之杖。在勇者解除被石化的卢比斯之神的封印后，她留下了神之护符。如同前作，勇者通过这些道具架起了通向佐玛城堡的彩虹之桥。再通向最终决战的路上，玩家必须击败了复活的巴拉摩斯等怪物。在龙之女王给予的光之珠下，勇者击败了佐玛。因为勇敢，勇者最后获得了洛特的称号。

### 设定
游戏从阿里阿罕的城下町开始。如同其它勇者斗恶龙游戏，城堡为中世纪风格，游戏元素为骑士与魔法。在冒险中游戏队伍会探索多个山洞、遗迹与城堡。《勇者斗恶龙III》的世界与现实地理大致相符，许多城镇对应着现实世界的文化。

## 开发
如勇者斗恶龙系列的其他本傳游戏，《勇者斗恶龙III》的剧本由堀井雄二编写，画面由以七龙珠闻名的鸟山明负责，游戏全部音乐由椙山浩一谱写。和前兩作由Chunsoft總裁中村光一承擔大量程式設計工作不同，本作中村只承擔了約10%的程式工作。遊戲在前作發行之後一年發行，這使用了比前作更長的開發週期，這也顯示了系列作品開發週期的逐漸加長。在1989年的採訪中，堀井稱系列遊戲的構架已在《勇者鬥惡龍III》中完成，這也體現在遊戲由單個角色的冒險轉變為勇者團隊的冒險。本作使用存檔位替代了前兩作勇者鬥惡龍的密碼記憶系統，堀井稱原因之一是他討厭玩家需要記憶或記錄一長串密碼。堀井的政策是不重複他在其他遊戲中已經用過的要素，但這在《勇者鬥惡龍III》的開發中被證明是不可行的——儘管遊戲世界地圖的內容被在另一款製作的《未來神話Jarvas》中首先使用，但堀井團隊對其繼續改進并改變了各種內容。堀井雄二选择将主角设计为沉默者，这样可以让玩家感觉的自己成为了主角，然而在剧情的某些地方，堀井强迫让主角喊出了“把他交给我们！速度！赶快！”。

### 重制
游戏的超级任天堂版本于1996年在日本发行，而由于艾尼克斯美国公司于1993年关闭，所以超任版没有在北美发售，待到美国公司重开之时，超级任天堂在北美已经退出了市场。然而下一个重制版，即Game Boy Color版在美国和日本都有发行。
Game Boy Color版以超级任天堂版为基础设计。对于在北美《勇者斗恶龙III》Game Boy Color重制版，由于爱好者在艾尼克斯留言板上的要求，艾尼克斯决定免费打包一个漫画。两个重制版都新增功能并做了一些修改。美版Game Boy Color版本使用了新翻译，并恢复了NES版中被删减的成人元素，游戏也成为首个被分级为“青少年”级的Game Boy Color角色扮演游戏。它也是北美容量最大的Game Boy Color游戏——使用了一张32Mb的ROM加状态储存的256kb SRAM的卡带。两个重制版的角色登记册中都增加了新职业盗贼。许多职业名的英文翻译都有改变，如Soldier（士兵）翻译为Warrior（战士）。此外不同于原版，新版本允许将其它职业转为游玩者。游戏重制版中收录了新的小游戏，包括改编自堀井富豪街系列，玩家可以赢得道具的图版冒险游戏双六。在新加入小奖章系统中，玩家可通过收集隐藏奖牌来获得新道具，该功能引自《勇者斗恶龙III》的续作（最早在《勇者斗恶龙IV》出现）。在Game Boy Color版附加的奖章系统“怪物奖牌”中，玩家可收集敌人掉落的奖牌。两个玩家可通过游戏数据线进行联机奖章交易。此外在重制版中，玩家将主剧情通关后便可进入隐藏迷宫，Game Boy Color版还增加了第二个隐藏迷宫“冰之洞窟”。重制版更新了图像，包括加入了日本FC版开头所没有的欧鲁迪卡与怪物战斗的动画。游戏还引入了《勇者斗恶龙VI》中首次出现的怪物攻击动画。在《勇者斗恶龙III》重制版中增加了性格系统。在游戏序幕之前，玩家会被问到类似《创世纪IV》的道德两难问题，玩家的选择会决定角色的性格。而对于队伍中其他角色的性格，则由定制角色时分配的初始种子决定。性格可以由特殊道具或是书籍改变。
日本手机版于2009年11月开放下载，其中新增的“战略”系统允许同伴角色根据设置自行决定战斗方法。在2011年5月，史克威尔艾尼克斯宣布9月在日本Wii发售《勇者斗恶龙25周年纪念 FC&超级任天堂 勇者斗恶龙I·II·III》，其中收录了FC版和超级任天堂版的《勇者斗恶龙III》，合辑为游戏增加了快速存档功能，玩家可以在任何时间暂停游戏，然而快速存档会在游戏恢复之时被删除。

## 其他媒体

### 漫画
连载漫画《勇者斗恶龙列传 洛特的纹章》由川又千秋和小柳順治编剧，藤原カムイ负责绘画，并由月刊少年GANGAN从1991年连载至1997年。连载随后由史克威尔以21卷编辑出版；在1994年其以CD的形式出版，而在2009年12月11日，其作为漫画下载库的一部分在PlayStation Portable上发行。在1996年，以漫画为基础的动画电影发布在录像带上。2004年《少年Gangan》刊载了迷你连载《洛特的纹章Returns》。其续作《勇者鬥惡龍列傳 羅德的紋章 ～紋章的繼承者們～》由史克威尔艾尼克斯从2005年起连载，截至2012年6月，漫画已经连载了14卷。漫画前4卷由映島巡编剧，而之后则由梅村崇接替。所有漫画都由堀井雄二监督，Kamui Fujiwara负责绘画。
《勇者斗恶龙列传 洛特的纹章》剧情发生于《勇者斗恶龙III》和《勇者斗恶龙》之间。在怪物附身卡门国王7年后，王国沦为了恶魔的据点。幸存下来的人只有公主阿勒斯和军队将军之女露娜菲娜。而在此同时，罗兰王国一个出生的孩子被恶魔领主Imagine诅咒。洛特的后裔阿勒斯和露娜菲娜一起动身击败怪物，为世界带来和平。《勇者鬥惡龍列傳 羅德的紋章 ～紋章的繼承者們～》发生在《勇者斗恶龙列传 洛特的纹章》25年后。世界再一次陷入混乱，而一个名叫阿鲁斯的男孩动身召集同伴再次将世界从恶魔手中拯救出来。
《洛特的纹章》在日本十分畅销，在日本累計發行量達1,800万本。《勇者鬥惡龍 羅德的紋章 ～紋章的繼承者們～》在日本销量较好。第12卷在2011年6月27日至7月2日这周内售出29,524份，排名第24；第14卷在2012年5月25日至7月1日这周内售出40,908份，排名第24。

### 音乐
游戏音乐由椙山浩一谱曲。《勇者斗恶龙III》的音乐收录在《勇者斗恶龙游戏音乐大合集卷1》、《勇者斗恶龙游戏音乐大合集卷2》和《勇者斗恶龙游戏音乐大合集卷3》中，每张专辑都有系列前六作游戏的音乐汇编而成。游戏音乐被收录进其它的勇者斗恶龙汇编集中，如1990年的《勇者斗恶龙钢琴卷II》和1993年的《勇者斗恶龙好歌选集~Loula~》。
《勇者斗恶龙III》的音乐汇编集《勇者鬥惡龍III 接著邁向傳說 混音交响组曲》16次排上日本公信榜，最高曾排到第2位。专辑由索尼唱片发行于1996年。

## 销售与评价

### 销售
FC版本《勇者斗恶龙III》在日本售出380万份。在日本，超级任天堂重制版在1996年售出约72万份，累計售出了140万份。截至2001年底，Game Boy Color版在日本售出了不高的60.4万份。将所有重制版的销量加起来，《勇者斗恶龙III》是系列最成功的作品，也是日本最畅销的角色扮演游戏之一。截至2010年11月，日本移动电话版（前篇與後篇加總）的下载量超过100万次。Wii版的《勇者斗恶龙I・II・III合辑》在2011年售出403,953份。

### 评价
在杂志《Fami通》2006年初的一项投票调查中，《勇者斗恶龙III》排到了全平台喜爱游戏的第三名，仅次于《最终幻想X》和《最终幻想VII》，同时游戏排到了最喜爱FC游戏的榜首。其经常被误传为1988年日本政府宣布禁止未来的勇者斗恶龙在上学日发售。而实际上则是艾尼克斯自己决定将未来的勇者斗恶龙推迟到周末发售。
《勇者斗恶龙III》在北美的销售并没有如此成功。Gamesutra的库尔特·卡拉塔解释道：考虑到对于前两作的改善，《勇者斗恶龙III》“依然使用了难看的画面风格及笨拙的界面交互”。北美的低销量的另一部分原因在于游戏的发布晚于16位游戏机的的发售，导致玩家认为游戏很古老。评论称赞了游戏的昼夜系统以及增加的游戏保管所。和其它在北美发售的早期作品一样， 《勇者斗恶龙III》并没有取得像在日本那样的成功，尽管媒体给了Game Boy Color版游戏非常高的评价。GameSpot给游戏打了“较好”的7.6分，并称“DQIII的重制配得上原版FC游戏，但这同时意味着游戏只能在不变的RPG基本老套路上做文章”。《任天堂力量》给游戏打了可观的4/5，IGN则打出了完美的10/10。《勇者斗恶龙III》排到了任天堂最佳200游戏名单的第176位。